# 山崎靖彦
山崎 靖彦(やまざき やすひこ、1931年5月7日 - 没年不詳)は、日本のラグビー選手。主なポジションはフランカー(FL)。

## 来歴
1950年福岡県中学修猷館を卒業。早稲田大学へ進学し、ラグビー部に入部。
1954年早稲田大学を卒業後、八幡製鐵（現・日本製鉄）に入社し、ラグビー部に入部。1955年1月6日、1954年度全国社会人ラグビーフットボール大会の決勝に出場し、大映を破って優勝。更に、翌年1956年1月6日、1955年度の大会も決勝に出場し、近鉄を破って優勝し連覇をもたらした。
1959年1月8日、1958年度全国社会人ラグビーフットボール大会の決勝に出場し、近鉄を破って優勝。更に、翌年1960年1月8日、1959年度の大会も決勝に出場（主将）し近鉄を破って優勝。その翌年1961年1月8日、1960年度の大会も決勝に出場し近鉄を破って優勝し、3連覇をもたらした。
ラグビー日本代表にも選出され、1956年3月4日、平和台ラグビー場で開催された、豪州学生選抜第2回来日第3戦に出場した。キャップ1。